# Danny Tiatto
Daniele ("Danny") Amadeo Tiatto (Werribee, 22 mei 1973) is een voormalig Australisch voetballer die zowel uit de voeten kon als linkervleugelverdediger als middenvelder. Hij speelde onder meer in Zwitserland, Italië en Engeland, en beëindigde zijn actieve loopbaan in 2012 in eigen land bij Werribee City.

## Interlandcarrière
Tiatto speelde in totaal 23 interlands voor het Australisch voetbalelftal. Onder leiding van de Schotse bondscoach Eddie Thomson maakte hij zijn debuut voor de Socceroos op 8 februari 1995 in de vriendschappelijke interland tegen Colombia (0-0). Hij viel in dat duel na 78 minuten in voor John Markovski. Een jaar later nam hij met zijn vaderland deel aan de Olympische Spelen in Atlanta, Verenigde Staten.